# Calodicia
Calodicia  (лат.) — род прыгающих насекомых из семейства цикадок (Cicadellidae). Южная Америка. Длина 6-7 мм (самки крупнее). Скутеллюм крупный, его длина примерно равна длине пронотума. Голова крупная (передний край широко округлый); лоб узкий и короткий. Глаза и оцеллии относительно крупные; глаза вытянуто-яйцевидные. Клипеус длинный и широкий. Эдеагус асимметричный, длинный. Сходны по габитусу с Dicolecia, отличаясь деталями строения гениталий. Род включают в состав подсемейства Coelidiinae.
- Calodicia abrupta Nielson 1982  — Панама, Колумбия
- Calodicia circulata Nielson 1988
- Calodicia maculipennis Spångberg 1878 — Колумбия typus